# Lowell Bergman
Lowell Bergman (ur. 24 lipca 1945 w Nowym Jorku) – amerykański dziennikarz, dziennikarz śledczy w The New York Times i producent w  telewizji PBS serii dokumentalnej Frontline. Bergman jest także profesorem na UC Berkeley Graduate School of Journalism.
Jest absolwentem University of Wisconsin-Madison. Był jednym z pierwszych producentów 20/20. W 1983, Bergman dołączył do CBS News jako producent cotygodniowego magazynu informacyjnego 60 Minutes.
Historia jego śledztwa w sprawie przemysłu tytoniowego dla 60 Minutes została opowiedziana w 1999 w filmie Informator. 

## Nagrody i odznaczenia
Jest laureatem wielu nagród m.in. Nagrody Pulitzera za służbę publiczną w 2004, a także nagrody Emmy w 1993, 2001 i 2005.